# Aethalura scopularia
Aethalura scopularia là một loài bướm đêm trong họ Geometridae.